# Lady Bird Johnson
Lady Bird Johnson, egentligen Claudia Alta Johnson, född Taylor 22 december 1912 i Karnack i Harrison County, Texas, död 11 juli 2007 i Austin, Texas, var gift med den amerikanske presidenten Lyndon B. Johnson från 1934 till dennes död 1973, och var därmed USA:s första dam 1963–1969.

## Biografi

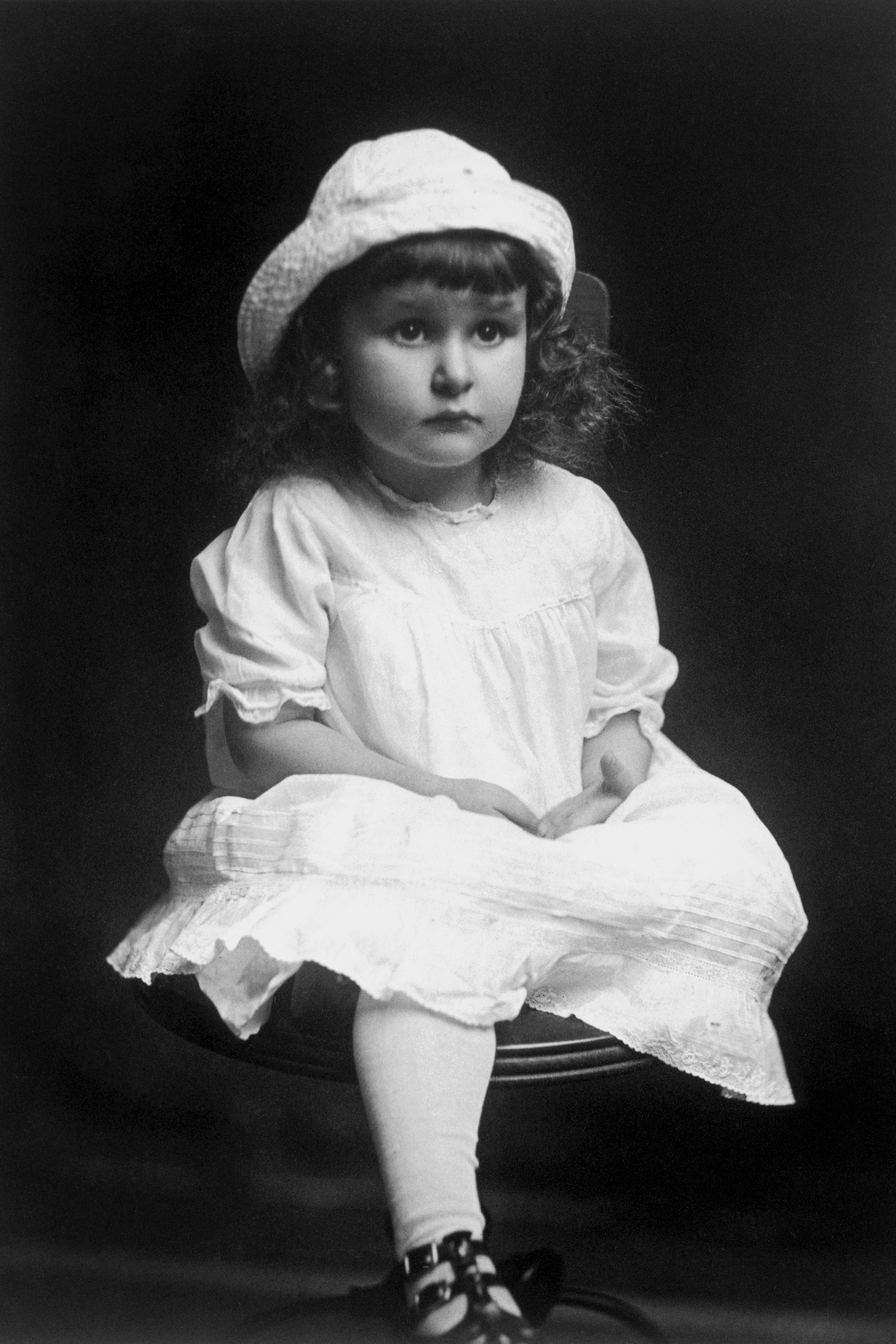
Lady Bird Taylor i treårsåldern ungefär 1915.

Lady Bird Johnsons far var en förmögen jordägare och handelsman. Smeknamnet Lady Bird (nyckelpiga) fick hon som tvååring av sin barnsköterska, som tyckte hon var söt som en nyckelpiga. Hon blev moderlös vid fem års ålder och växte upp till en blyg, naturälskande flicka med stort intresse för studier.
Strax efter det att hon avlagt journalistexamen vid University of Texas träffade hon Lyndon B. Johnson. Han friade till henne efter bara en dags bekantskap, och de gifte sig den 17 november 1934. Lady Bird Johnson hjälpte och stöttade sin make under hela hans politiska karriär. Hon ordnade fram pengar till hans första kampanj för att komma in i kongressen genom att ta ett lån på 10 000 dollar med det framtida arvet från sin mor som säkerhet. Hon skötte makens kontor i Washington, medan han var ute i andra världskriget.
Som USA:s första dam var hon särskilt intresserad av insatser för att försköna landets städer. 

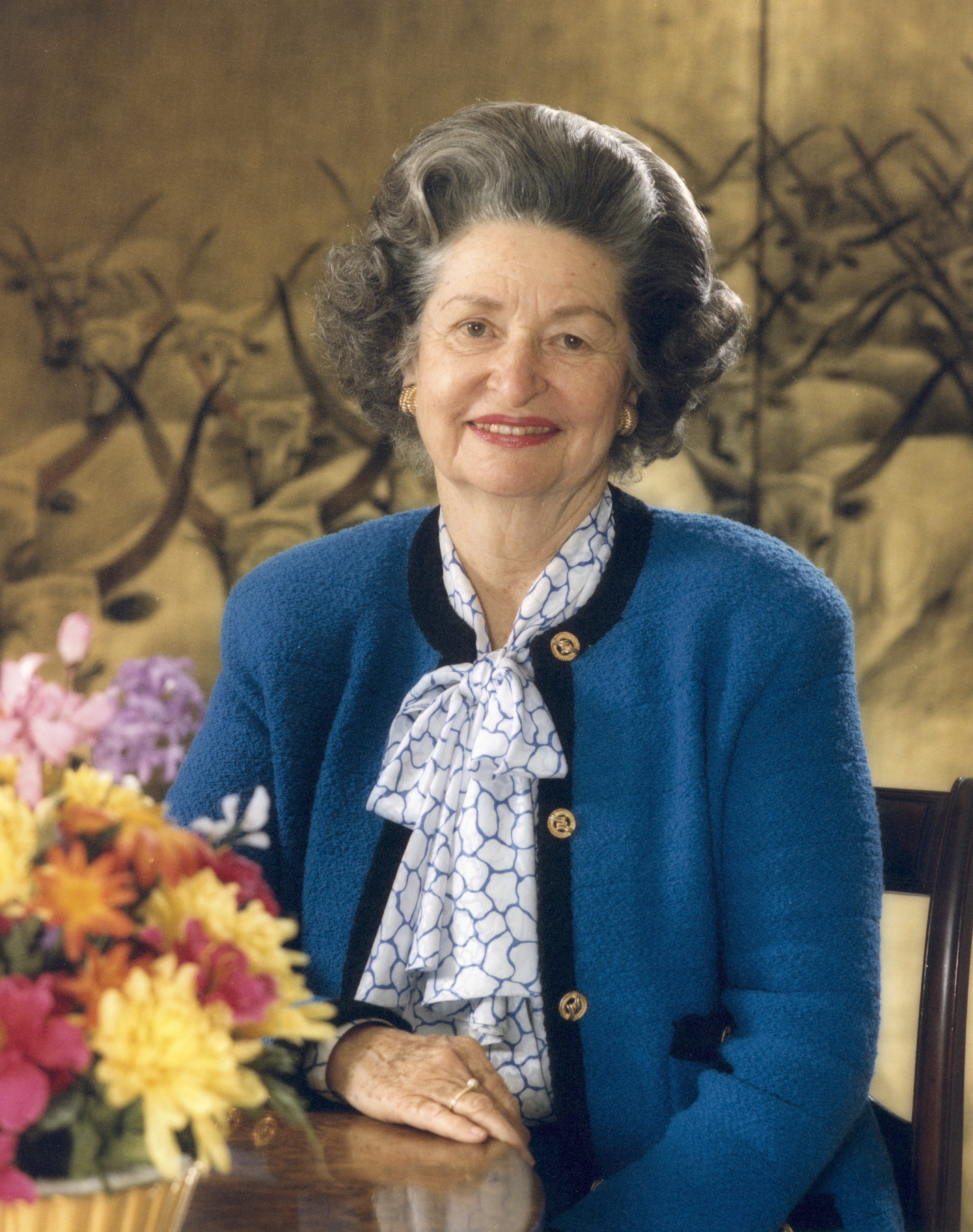
Lady Bird Johnson 1980-tal.

Lady Bird Johnson drabbades av en stroke 2002, men hämtade sig och avled fem år senare 2007 vid 94 års ålder.